# 洛格維尼夫卡
49°48′19″N 35°23′12″E / 49.80528°N 35.38667°E
洛赫維尼夫卡（烏克蘭語：Логвинівка）是位於烏克蘭東部的村莊，由哈爾科夫州博霍杜希夫區的科洛馬克市鎮負責管轄。該村始建於1775年，面積0.15平方公里，海拔高度155米，2001年人口32，人口密度每平方公里214.8人。